# Matsitama
Matsitama est une ville du Botswana.